# Cenizate
Cenizate és un municipi de la província d'Albacete, que es troba a 42 km de la capital de la província. Té 1.268 habitants (INE 2006) 